# Radio Disney Group
Radio Disney Group, LLC era uma empresa de responsabilidade limitada que possuía a maioria das estações de rádio Radio Disney operando em cada estado dos EUA. A Radio Disney Group era propriedade da Disney–ABC Television Group e a sede era localizada na cidade de Nova Iorque, Nova Iorque.

## História
A empresa foi fundada em 30 de julho de 2003 pela ABC Radio Networks, uma antiga subsidiária da The Walt Disney Company.
Na venda da ABC Radio Networks para a Citadel Broadcasting em 2007, a Radio Disney Network e suas estações de rádio próprias e operadas não estavam incluídas.
Em 2010, a Radio Disney Group começou a vender suas estações localizadas fora dos 25 maiores mercados de rádio. A maioria das emissoras ficaram fora do ar, enquanto outras mudaram de formato ou mantiveram o formato regular. Em 13 de agosto de 2014, foi anunciado que a Radio Disney venderia todas as suas estações (a maioria pertencente a Radio Disney Group), exceto a KDIS (propriedade até 26 de setembro de 2014) para se concentrar no rádio XM digital e transmissão ao vivo (como no TuneIn). Embora as estações estivessem originalmente programadas para encerrar em 26 de setembro, as estações permaneceram no ar e continuaram a transmitir a programação da Radio Disney até serem vendidas. A venda da última estação (WSDZ, para a Salem Media Group) foi concluída em 18 de dezembro de 2015.